# Шевчук, Анжелика Валерьевна
Анжели́ка Вале́рьевна Шевчу́к (укр. Анжеліка Валеріївна Шевчук; род. 23 февраля 1969), в девичестве Голо́вченко — советская и украинская легкоатлетка, специалистка по бегу на короткие дистанции. Выступала на международном уровне в 1988—1999 годах, победительница и призёрка первенств СССР, СНГ и Украины, участница чемпионата мира в Севилье. Мастер спорта Украины международного класса.

## Биография
Анжелика Головченко родилась 23 февраля 1969 года. Занималась лёгкой атлетикой в Донецке.
Впервые заявила о себе на международном уровне в сезоне 1988 года, когда вошла в состав советской сборной и выступила на юниорском мировом первенстве в Садбери, где заняла восьмое место в индивидуальном беге на 100 метров и стала финалисткой в эстафете 4 × 100 метров.
В 1991 году на чемпионате страны в рамках X летней Спартакиады народов СССР в Киеве с командой Украинской ССР завоевала серебряную награду в эстафете 4 × 100 метров.
В 1992 году на зимнем чемпионате СНГ в Москве взяла бронзу в беге на 60 метров.
После распада Советского Союза продолжила спортивную карьеру в составе украинской национальной сборной. Так, в 1998 году представляла Украину на чемпионате Европы в Будапеште — в финале эстафеты 4 × 100 метров вместе с соотечественницами Ириной Пуха, Татьяной Лукьяненко и Анжелой Кравченко стала четвёртой.
В 1999 году стартовала в беге на 60 метров на чемпионате мира в помещении в Маэбаси и в эстафете 4 × 100 метров на чемпионате мира в Севилье.

## Основные результаты
| Год  | Соревнования                         | Место проведения   | Дисциплина       | Место | Результат |
| ---- | ------------------------------------ | ------------------ | ---------------- | ----- | --------- |
| 1988 | Чемпионат мира среди юниоров         | Садбери, Канада    | 100 м            | 8     | 11,77     |
| 1988 | Чемпионат мира среди юниоров         | Садбери, Канада    | эстафета 4×100 м | —     | DNF       |
| 1991 | Летняя Спартакиада народов СССР      | Киев, СССР         | 100 м            | 4     | 11,47     |
| 1991 | Летняя Спартакиада народов СССР      | Киев, СССР         | эстафета 4×100 м | 2     | 43,81     |
| 1992 | Открытый чемпионат СНГ в помещении   | Москва, Россия     | 60 м             | 3     | 7,22      |
| 1992 | Чемпионат Украины                    | Киев, Украина      | 100 м            | 1     | 11,24     |
| 1993 | Чемпионат Украины                    | Киев, Украина      | эстафета 4×100 м | 1     | 45,74     |
| 1994 | Чемпионат Украины в помещении        | Киев, Украина      | 60 м             | 2     | 7,22      |
| 1994 | Чемпионат Украины                    | Киев, Украина      | эстафета 4×100 м | 1     | 44,84     |
| 1995 | Чемпионат Украины в помещении        | Киев, Украина      | 60 м             | 3     | 7,0 h     |
| 1996 | Чемпионат Украины в помещении        | Запорожье, Украина | 60 м             | 1     | 7,28      |
| 1998 | Чемпионат Украины в помещении        | Львов, Украина     | 60 м             | 3     | 7,37      |
| 1998 | Чемпионат Украины                    | Киев, Украина      | 100 м            | 4     | 11,58     |
| 1998 | Чемпионат Украины                    | Киев, Украина      | эстафета 4×100 м | 1     | 44,56     |
| 1998 | Чемпионат Европы                     | Будапешт, Венгрия  | эстафета 4×100 м | 4     | 43,58     |
| 1999 | Чемпионат Украины в помещении        | Львов, Украина     | 60 м             | 1     | 7,22      |
| 1999 | Чемпионат мира в помещении           | Маэбаси, Япония    | 60 м             | 15    | 7,31      |
| 1999 | Всеукраинские летние спортивные игры | Киев, Украина      | 100 м            | 5     | 11,76     |
| 1999 | Всеукраинские летние спортивные игры | Киев, Украина      | 200 м            | 8     | 26,14     |
| 1999 | Всеукраинские летние спортивные игры | Киев, Украина      | эстафета 4×100 м | 2     | 44,96     |
| 1999 | Чемпионат мира                       | Севилья, Испания   | эстафета 4×100 м | 9     | 43,80     |
| 2000 | Чемпионат Украины в помещении        | Львов, Украина     | 60 м             | 3     | 7,27      |
| 2000 | Чемпионат Украины                    | Киев, Украина      | 100 м            | 6     | 11,79     |